# Prix national d'histoire de l'Espagne
Le prix national d'histoire de l'Espagne est un prix littéraire décerné chaque année depuis 1981 par le ministère de la Culture espagnol, qui récompense le meilleur travail de recherche sur l' histoire de l'Espagne, écrit par un auteur ou des auteurs espagnols, dans l' une des langues espagnoles. Ce prix est doté de 20 000 euros.

## Prix
- 1981 : José María Jover Zamora pour La era Isabelina y el Sexenio democrático (1834-1874).
- 1982 : José Manuel Cuenca Toribio pour Andalucía : historia de un pueblo Espasa Calpe, 1982.  (ISBN 84-239-4960-5).
- 1983 : Sans.
- 1984 : Josep Maria Font i Rius pour Cartas de población y franquicia de Cataluña.
- 1985 : Manuel Fernández Álvarez  pour La sociedad española en el Siglo de Oro.
- 1986 : Carlos Seco Serrano pour Militarismo y civilismo en la España contemporánea.
- 1987 : Julio González González pour Reinado y diplomas de Fernando III.
- 1988 : Miquel Batllori pour Humanismo y Renacimiento.
- 1989 : Emilio García Gómez pour Foco de antigua luz sobre la Alhambra.
- 1990 : Francisco Comín Comín pour Hacienda y economía en la España contemporánea (1800-1936).
- 1991 : Felipe Ruiz Martín pour Pequeño capitalismo, gran capitalismo: Simón Ruíz y sus negocios en Florencia. Barcelona: Crítica, D.L. 1990.  (ISBN 84-7423-441-7)
- 1992 : Miguel Artola Gallego pour Enciclopedia de Historia de España.  (ISBN 84-206-5294-6)
- 1993 : Fernando Checa Cremades pour Felipe II, mecenas de las artes.
- 1994 : Miguel Ángel Ladero Quesada pour Fiscalidad y poder real en Castilla (1252-1369).
- 1995 : Gonzalo Anes Álvarez pour El siglo de las luces.  (ISBN 84-206-9569-6)
- 1996 : Juan Marichal. El secreto de España.
- 1997 : Antonio Jiménez-Landi pour La Institución Libre de Enseñanza y su ambiente.
- 1998 : Eloy Benito Ruano, Antonio López Gómez, Joaquín Vallvé Bermejo, Miguel Ángel Ladero Quesada, Luis Suárez Fernández, Manuel Fernández Álvarez, Antonio Domínguez Ortiz, Vicente Palacio Atard, Gonzalo Anes Álvarez de Castrillón, Demetrio Ramos Pérez, Antonio Rumeu de Armas, Carlos Seco Serrano, José María Jover Zamora, Pedro Laín Entralgo, Carmen Iglesias Cano, Faustino Menéndez Pidal de Navascués, Juan Pérez de Tudela y Bueso, Rafael Lapesa Melgar, Fernando Chueca Goitia, José Filgueira Valverde y Felipe Ruiz Martín pour Réflexions sur l'être en Espagne][1]
- 1999 : Víctor Nieto Alcaide pour La vidriera española. Ocho siglos de luz.
- 2000 : Carmen Iglesias pour Símbolos de España.
- 2001 : Luis Suárez Fernández pour Isabel I, reina.
- 2002 : Fernando Chueca Goitia pour Historia de la Arquitectura Española II.
- 2003 : Luis Ribot García pour La Monarquía de España y la guerra de Mesina (1674-1678). [2]
- 2004 : Julio Valdeón Baruque pour Alfonso X: la forja de la España moderna.  (ISBN 84-8460-277-X)[3]
- 2005 : Santos Juliá pour Historias de las dos Españas.  (ISBN 84-306-0516-9)[4]
- 2006 : Antonio Miguel Bernal. España, proyecto inacabado: costes/beneficios del imperio.[5]
- 2007 : Luis Gil Fernández, pour El Imperio luso-español y la Persia Safávida, Tomo 1 (1582-1605).  (ISBN 84-7392-638-2)[6]
- 2008 : Fernando García de Cortázar, pour Historia de España desde el Arte[7]
- 2009 : José Antonio Escudero López, pour El Rey. Historia de la monarquía[8],[9].
- 2010 : Pablo Fernández Albaladejo, pour Histoire de l'Espagne, vol IV: La crise monarchique[10]Barcelona, Editorial Crítica, 2009  (ISBN 978-84-7423-966-9)
- 2011 : Isabel Burdiel pour Isabel II. Una biografía, Taurus, Madrid 2010  (ISBN 978-84-30607952)
- 2012 : Ricardo García Cárcel pour La herencia del pasado.
- 2013 : José Ángel Asiain pour La financiación de la Guerra Civil española.
- 2014 : Carmen Sanz Ayán pour Los banqueros y la crisis de la monarquía hispánica de 1640.
- 2015 : Roberto Fernández Díaz pour Cataluña y el absolutismo borbónico: historia y política.  (ISBN 978-84-98927412)
- 2016 : Feliciano Barrios Pintado pour La gobernación de la Monarquía de España: consejos, juntas y secretarios de la administración de corte, 1556-1700
- 2017 : Josefina Gómez Mendoza
- 2018 : Santiago Muñoz Machado pour Hablamos la misma lengua[11].
- 2019 : Anna Caballé pour Concepción Arenal. La caminante y su sombra[12].
- 2020: Fernando del Rey Reguillo pour Retaguardia roja. Violencia y revolución en la guerra civil española.[13]